# Ga Đài Bắc (Tàu điện ngầm Đào Viên)
Ga Đài Bắc là ga cuối của sân bay Đào Viên MRT ở Đài Bắc, Đài Loan. Nằm cách Ga Đài Bắc khoảng 250 mét (820 ft) về phía tây và Ga Bắc Môn 200 mét (660 ft) về phía đông, nhà ga được kết nối với ga Đài Bắc thông qua một lối đi ngầm dài 115 mét (377 ft) và đến ga Beimen qua một lối đi ngầm khác. Đây là ga nhộn nhịp nhất trên sân bay Đào Viên MRT. Nhà ga được phục vụ bởi cả tàu tốc hành và đi lại, và cung cấp dịch vụ kiểm tra trong thành phố cho các chuyến bay đi. Hiện tại, bốn hãng hàng không cung cấp dịch vụ này.